# Cecil H. Green

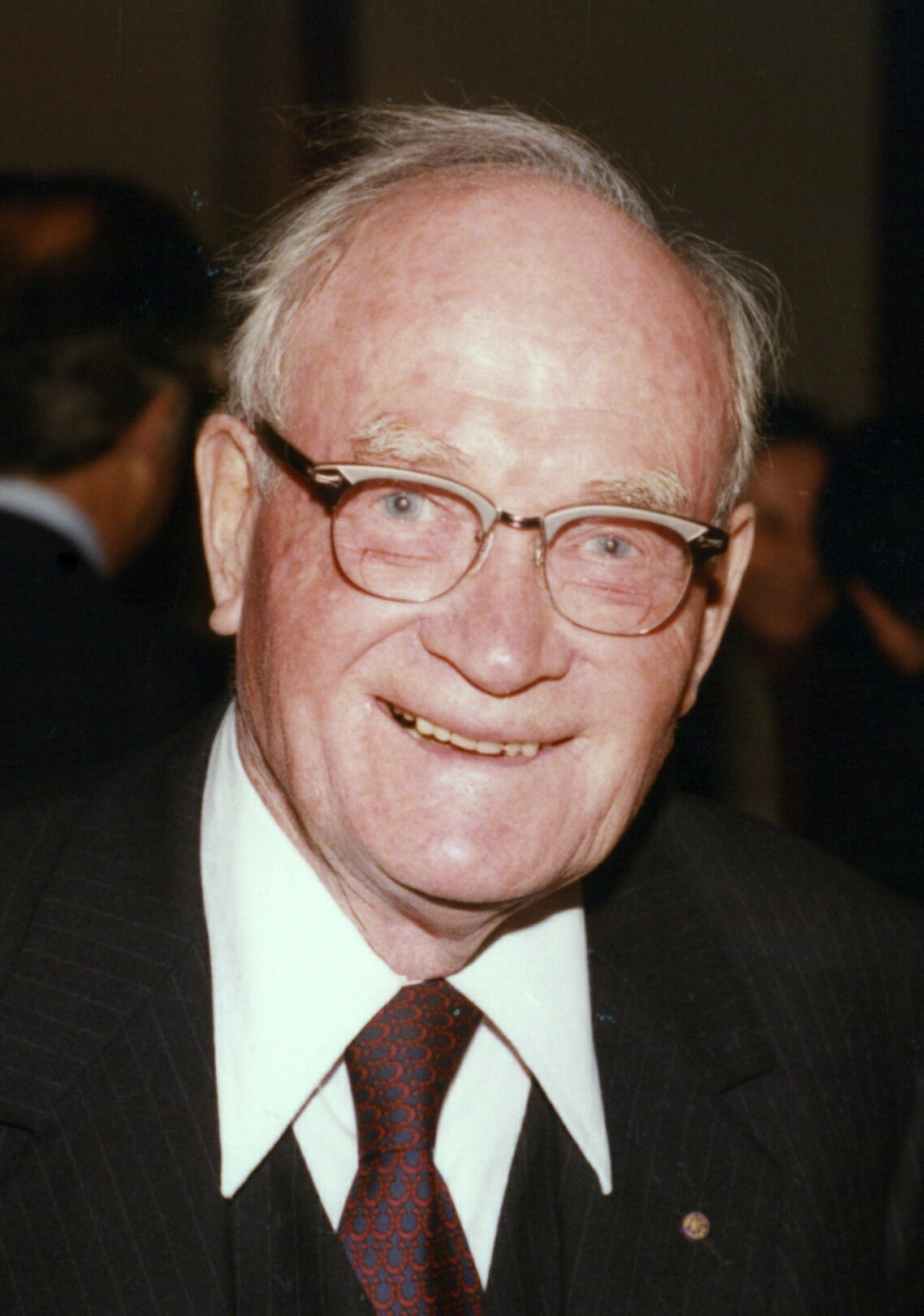
Cecil H. Green

Sir Cecil Howard Green (* 6. August 1900 in Whitefield, Greater Manchester; † 12. April 2003 in La Jolla, Kalifornien) war ein britisch-amerikanischer Elektroingenieur, Geophysiker, Unternehmer (Texas Instruments) und Philanthrop.

## Leben
Als Cecil H. Green ein Kind war, emigrierte seine Familie nach Kanada. Nach einem Studium an der University of British Columbia erwarb er 1924 am Massachusetts Institute of Technology den Grad Master in Elektrotechnik. Als junger Ingenieur ging Green verschiedenen Berufen nach, unter anderem arbeitete er für den Unternehmer Charles Litton. Ab 1932 arbeitete Green für Geophysical Service, Inc. (GSI), ein Unternehmen, das mit seismischen Methoden Öl suchte und später die Produktion von elektronischen Bauteilen als zusätzliches Geschäftsfeld entwickelte.
1941 kaufte Cecil Green gemeinsam mit Eugene McDermott, J. Eric Jonsson und H. Bates Peacock GSI, das 1951 in Texas Instruments umbenannt wurde. Texas Instruments stieg 1952 in das Halbleitergeschäft ein, brachte 1954 das erste Transistorradio im Taschenformat auf den Markt und entwickelte 1958 den integrierten Schaltkreis (Jack Kilby, Nobelpreis für Physik 2000). Green war von 1941 bis 1951 Vizepräsident und von 1951 bis 1955 Präsident von Texas Instruments. 1975 ging er als sehr vermögender Mann in den Ruhestand.
Green war seit 1926 mit Ida Mabelle Flansburgh († 1986) verheiratet. Das Paar blieb kinderlos und hat sich vor allem als Mäzen zahlreicher wissenschaftlicher und medizinischer Einrichtungen in den Vereinigten Staaten, Kanada, Großbritannien und Australien hervorgetan. Die Stiftungen des Paares überschritten die Gesamtsumme von 200 Millionen US-Dollar.

“The idea is to get down to my last nickel before I die.”

„Der Grundgedanke besteht darin, mein Geld bis auf den letzten Nickel auszugeben, bevor ich sterbe.“

Für sein Engagement erhielt Green zahlreiche Auszeichnungen, darunter 1978 die Maurice Ewing Medal der Society of Exploration Geophysicists (erster Preisträger), 1979 die Public Welfare Medal der National Academy of Sciences (gemeinsam mit seiner Frau, Ida M. Green) und 1994 der Waldo E. Smith Award der American Geophysical Union. Green und seine Frau wurden 1970 zu Mitgliedern der American Academy of Arts and Sciences gewählt, 1991 wurde er zum Knight Bachelor geschlagen. Er war Ehrendoktor mehrerer Universitäten, darunter der University of Oxford.
Die Society of Exploration Geophysicists (SEG) vergibt seit 1989 einen Cecil Green Enterprise Award. Der Asteroid (4058) Cecilgreen ist nach Cecil Green benannt.

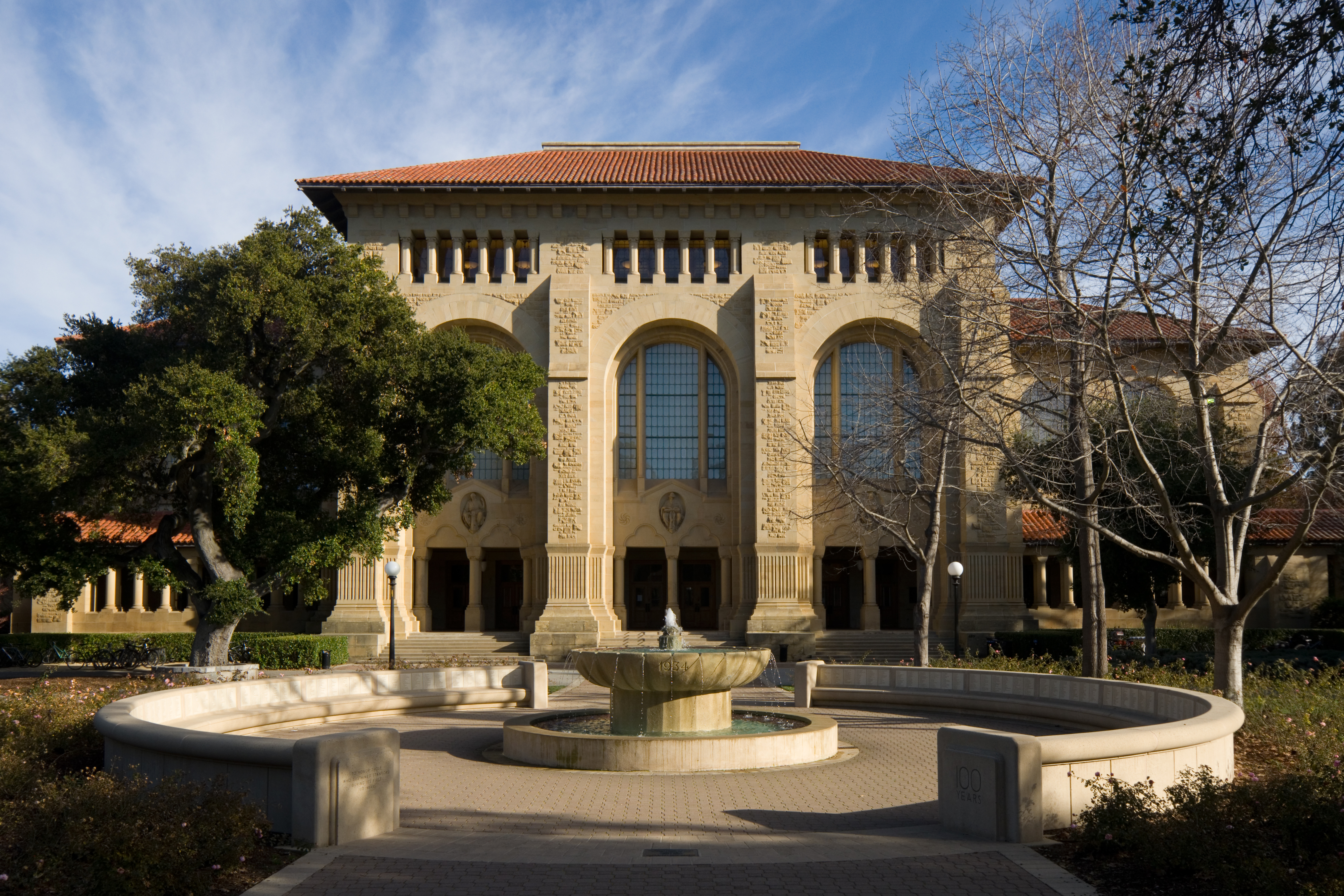
Die Cecil H. Green Library der Stanford University

Die Hauptbibliothek der Stanford University heißt Cecil H. Green Library. An der University of Oxford geht die Gründung des Green Templeton College auf Cecil Green zurück. Auch an der University of British Columbia in Kanada gibt es ein Green College. Am University of Texas Southwestern Medical Center in Dallas wurden das Cecil H. and Ida Green Center for Reproductive Biology Sciences, und an der University of Texas at Dallas das Cecil and Ida Green Center for the Study of Science and Society von Cecil Green und seiner Frau gesponsert. Nach Green und seiner Frau ist außerdem die Cecil H. and Ida M. Green Foundation for Earth Sciences benannt. Die Liste der von Green und seiner Frau gesponserten Einrichtungen umfasst in seiner 1989er Biografie 18 Druckseiten.
Green starb 2003 im Alter von 102 Jahren an den Folgen einer Lungenentzündung in einem von ihm selbst gestifteten Krankenhausbau, dem Scripps Green Hospital in La Jolla, Kalifornien.